# Ricardo Etxepare
Pour les articles homonymes, voir Etxepare.
Ricardo Etxepare est un linguiste, spécialisé en  syntaxe du basque d'un point de vue comparatiste, morphosyntaxe de la langue basque, sémantique. En 2009, il succède à Bernard Oyharçabal en tant que directeur d'IKER (Centre de recherche sur la langue et les textes basques).